# 필리포스 2세

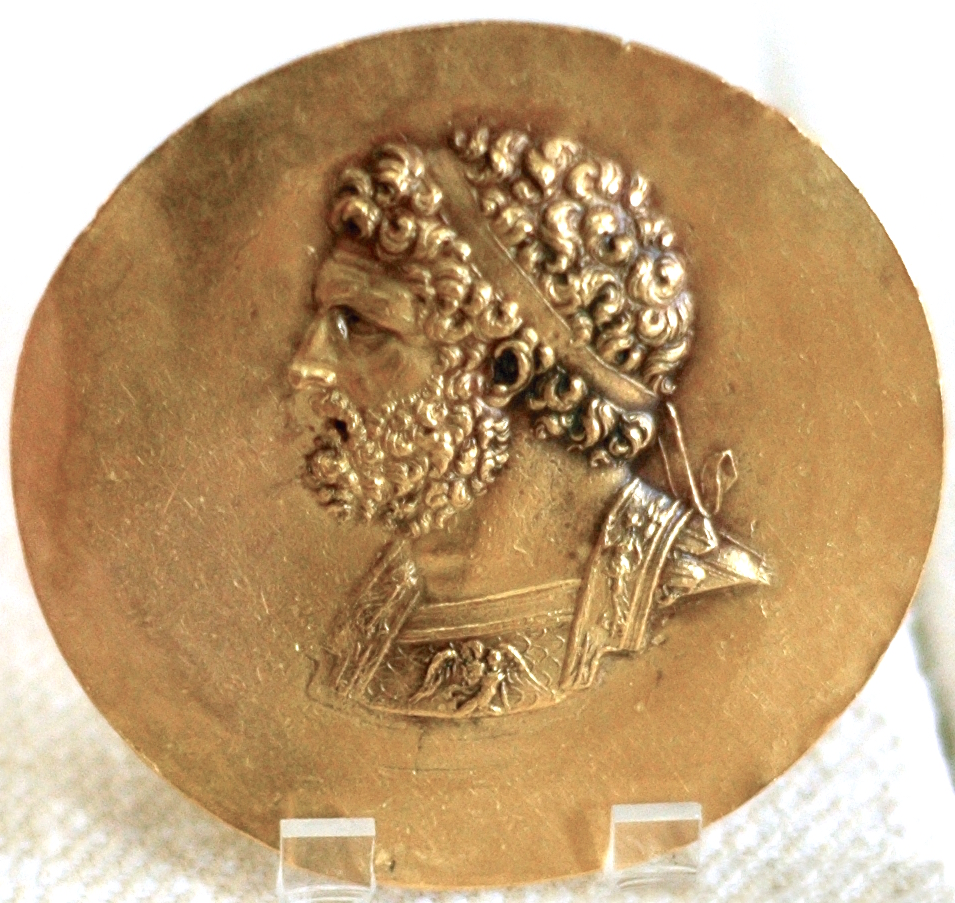
필리포스 2세의 메달 기원전 2세기

필리포스 2세(그리스어: Φίλιππος Β', 기원전 382년 - 기원전 336년)는 기원전 359년부터 기원전 336년 암살당할 때까지 마케도니아 왕국의 왕이었다. 그는 알렉산드로스 대왕의 아버지로 치세 동안 그리스에 대한 마케도니아의 지배권을 강화하고 국력을 키워서 아들 알렉산드로스가 대제국 건설할 토대를 마련하였다.

## 생애 초기와 집권
필리포스는 마케도니아의 아민타스 3세의 막내아들로 태어나 어린 시절 테베에 볼모로 잡혀있었다. 테베에서 그는 당시 그리스 최고의 전략가이자 장군이었던 에파미논다스에게서 군사와 외교기술을 배웠고 기원전 364년 마케도니아로 돌아왔다.
기원전 359년 형 페르디카스 3세가 일리리아의 침입에 맞서 싸우다 전사하자 뒤를 이어 마케도니아의 왕위를 물려받았다.
집권 초기 마케도니아는 위협하는 파이오니아와 트라키아의 침입을 받았고 아테나이는 마케도니아의 왕권을 주장하는 아르게우스의 도움을 주면서 마케도니아를 위협하고 있었다. 일단 필리포스는 외교적으로 파이오니아와 트라키아와는 협정을 맺어 물러나게 한 다음, 아테네의 중장보병 3,000명을 격파함으로써 잠시 숨을 돌렸다. 그 사이 그는 내부적으로 힘을 강화하는 데 힘썼는데 특히 마케도니아의 군사력 강화에 전력하였다. 그는 마케도니아의 노예 수를 대폭 줄여서 국가 재정을 안정시킨 후 채리엇 제도를 폐지하고 마케도니아 보병에 팔랑크스를 새로이 도입하여 기병대를 더욱 강화시키고 보병은 사리사라는 창과 방패로 무장시켰는데 사리사는 당시 주변 그리스 국가들의 군사들이 사용하는 것보다 훨씬 더 긴 창으로 기병을 상대하는 데 효과적이었다.

## 마케도니아의 팽창
기원전 357년 필리포스는 일리리아로 진격해 들어갔고 여기서 그의 군사적 재능은 유감없이 발휘되었다. 한편 외교적으로 아테나이와 협정을 맺어 아테나이 대신 암피폴리스를 점령하여 양도하고 그 대신 예전에 빼앗겼던 핀드나를 교환하자고 하였다. 그러나 암피폴리스를 점령한 이후 필리포스는 협정을 깨고 두 도시를 모두 지배했으며 아테나이는 전쟁을 선포했다. 이듬해 그는 금광이 있는 크레니데스를 점령하고 필리피로 개명했으며 금광을 지키기 위해 강력한 요새를 지었는데 이 금광에서 나오는 금으로 그는 군자금을 확보할 수 있었다. 기원전 354년 그는 아테나이에 속한 도시인 메톤을 공격하다가 한쪽 눈을 잃었지만 결국 함락시켰다.
기원전 353년 그는 테살리아로 진격해 그곳 일대를 점령했으며 테살리아 동맹의 맹주가 되었다. 아테나이는 이에 위협을 느끼고 테르모필라이를 점령했고 필리포스는 더 이상 남쪽으로 진격할 수 없었다. 그 후 6년간 그는 발칸반도 및 마케도니아 북쪽, 서쪽 변방을 강화하는데 전념했고 남쪽 그리스로는 침범하지 않았다. 기원전 348년에는 올린토스를 점령하고 할키디키반도를 합병하였다. 그는 신성전쟁에 개입하여 그리스에 대한 영향력을 강화했고 대체로 아테나이와의 사소한 문제는 다투지 않으려고 하였으나 아테나이에서는 데모스테네스와 같은 사람들이 계속 마케도니아에 반대하는 선동을 하였다. 그러나 기원전 346년 아테나이와 마케도니아는 테살리아에서 평화협정을 맺었다.
이로써 스파르타를 제외하고 모든 주요 그리스 국가들이 모두 굴복했고 필리포스는 다시 북쪽으로 눈을 돌려 트라키아와 스키타이인들을 공격했고 그 과정에서 등을 돌린 페린투스와 뷔잔티온에 대한 공성전을 시작했으나 쉽게 정복할 수 없었다. 때마침 기원전 340년 아테나이가 선전포고를 하자 그는 두 도시의 포위를 풀고 남쪽으로 진격했다.
이 과정에서 테바이의 도움을 받기를 원했지만 테바이는 아테나이의 편에 가담했고 필리포스는 기원전 338년 카이로네아 전투에서 승리함으로써 테바이와 아테나이에 대한 지배권을 다시 확립하였다. 그는 테바이에 군대를 주둔시키고 친마케도니아 정권을 세웠다. 그러나 아테나이는 장차 페르시아 제국에 대항하기 위하여 해군이 필요했기 때문에 무력으로 점령하지 않고 적극적인 협력을 하도록 두었다.
이듬해 기원전 337년 필리포스는 코린토스 동맹을 조직하고 그 자신이 동맹의 맹주(헤게몬)가 되었다. 동맹의 국가들은 반란의 진압을 제외하고는 서로에 대해 전쟁을 벌일 수 없도록 되었다. 이듬해 이 동맹을 바탕으로 그는 그리스 세계의 오랜 숙원이었던 페르시아에 대한 원정을 발표하고 메케도니아 군으로 이루어진 소규모의 원정대를 파견하였다.

## 암살
페르시아 원정 준비가 한창인 기원전 336년 필리포스는 딸 클레오파트라와 그의 네 번째 부인 올림피아스의 동생 알렉산드로스 1세의 혼인잔치 자리에서 오레스티스의 파우사니아스에게 죽임을 당했다. 파우사니아스는 말을 준비하고 기다리고 있는 동료에게로 도망가다가 추격해온 필리포스의 경호대에게 죽임을 당했다. 당시의 공식적인 발표로는 마케도니아의 젊은 귀족 파우사니아스가 자신의 진가를 인정해주지 않는 필리포스와 아탈루스에게 깊은 원한을 품고 있었고 암살의 배후에는 페르시아가 있다고 했으나 끝내 그 배후는 밝혀지지 않았다.
필리포스의 암살로 가장 큰 이득을 보게 된 것은 올림피아스와 아들 알렉산드로스였으며 이 때문에 알렉산드로스가 아버지 암살의 배후로 의심되었다. 그러자 필리포스의 장군들과 군대는 알렉산드로스를 마케도니아의 왕으로 세웠다.
| 전임 아민타스 4세 | 제25대 마케도니아 왕국의 바실레우스 기원전 359년 - 기원전 336년 | 후임 알렉산드로스 |

| 전임 (없음) | 제1대 코린토스 동맹의 의장 기원전 337년 - 기원전 336년 | 후임 알렉산드로스 3세 |